# Devecser
Devecser  este un oraș în districtul Devecser, județul Veszprém, Ungaria, având o populație de 4.676 de locuitori (2011). 

## Demografie
Componența etnică a orașului Devecser
     Maghiari (86,99%)
     Romi (11,73%)
     Necunoscut (0,23%)
     Alții (1,05%)
Componența confesională a orașului Devecser
     Romano-catolici (64,26%)
     Fără religie (7,61%)
     Reformați (2,65%)
     Luterani (1,78%)
     Necunoscută (23,22%)
     Atei (0,47%)
     Alte religii (0,45%)
Conform recensământului din 2011, orașul Devecser avea 4.676 de locuitori. Din punct de vedere etnic, majoritatea locuitorilor (86,99%) erau maghiari, cu o minoritate de romi (11,73%). Apartenența etnică nu este cunoscută în cazul a 0,23% din locuitori.  Din punct de vedere confesional, majoritatea locuitorilor (64,26%) erau romano-catolici, existând și minorități de persoane fără religie (7,61%), reformați (2,65%) și luterani (1,78%). Pentru 23,22% din locuitori nu este cunoscută apartenența confesională.